# Blauwe knoop
De blauwe knoop (Succisa pratensis, synoniem: Scabiosa succisa) is een vaste plant uit de kamperfoeliefamilie (Caprifoliaceae). De soort staat op de Nederlandse Rode Lijst als algemeen voorkomend, maar sterk in aantal afgenomen. Hij is ook opgenomen op de Vlaamse Rode Lijst van planten. De blauwe knoop komt voor in de gematigde gebieden van Eurazië en wordt ook als sierplant gebruikt. 

## Botanischebeschrijving
De plant wordt 30-90 cm hoog en vormt een bladrozet. De onderste bladeren zijn lang- of lancetvormig en de bovenste stengelbladeren lancetvormig.
De blauwe knoop bloeit van juli tot september met 4-7 mm grote blauwe bloemen. Er komen echter ook gele exemplaren voor en soms zelfs geelachtig witte of roodachtige. De bloemhoofdjes zijn bij het begin van de bloei half bolvormig en worden later bolvormig. Het bijzondere omwindsel (buitenkelk) is ruw behaard en heeft vier eironde stekelpuntige tanden. Aan de kelk zitten vijf borstels.
Het eenhokkige vruchtbeginsel is onderstandig. De vrucht is een nootje.

## Plantengemeenschap

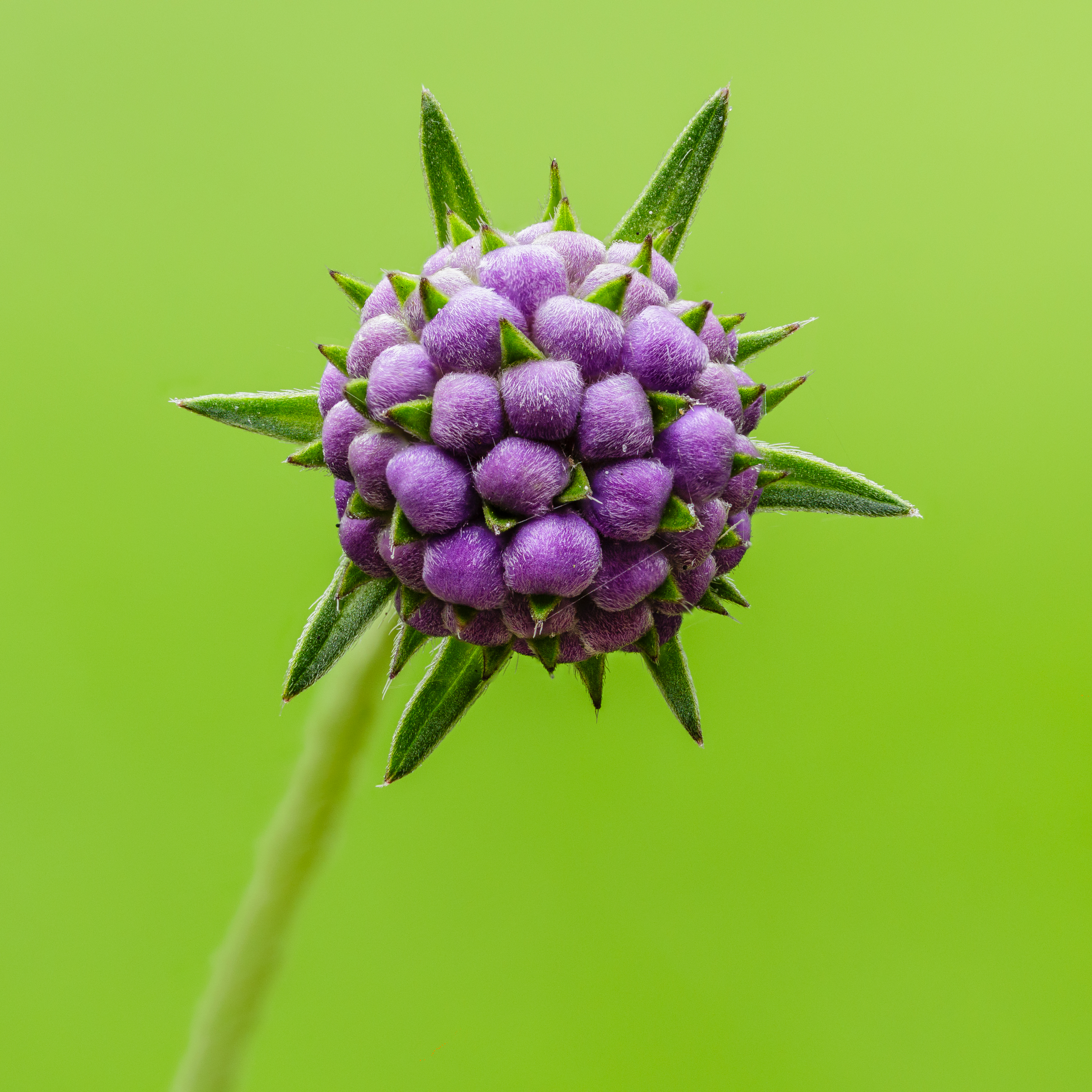
Bloemknop

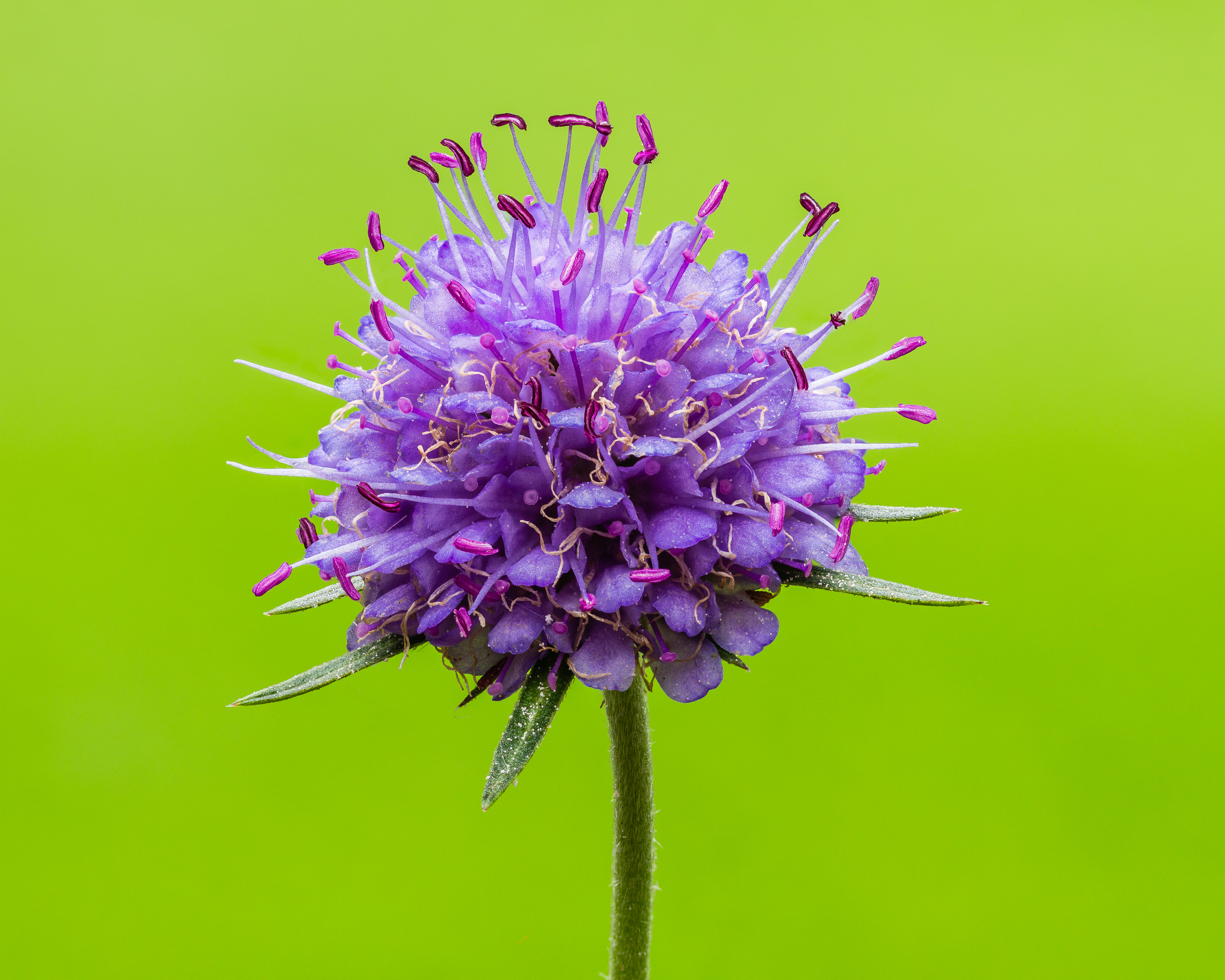
Bloem

Blauwe knoop is een kensoort voor het verbond van biezenknoppen en pijpenstrootje (Junco-Molinion), een verbond van plantengemeenschappen van soortenrijke, natte graslanden op voedselarme en zwak zure bodems.
Het is tevens een indicatorsoort voor het vochtig schraalgrasland (hm), een karteringseenheid in de Biologische Waarderingskaart (BWK) van Vlaanderen en het Brussels Hoofdstedelijk Gewest.

## Voorkomen
De plant komt voor in schrale (blauwgraslanden) graslanden, heidevelden op natte tot vochtige grond en in veenmoerasrietlanden.

## Gebruik
Blauwe knoop is een oud geneeskruid dat werd gebruikt tegen de pest, verbrandingen, pokken, darmstoringen, jeuk en roos.

### Afweerkruid
De plant wordt gerekend tot de zogenaamde afweerkruiden. Het zou afweer bieden tegen hekserij.
Volgens een oude sage zou de duivel woedend zijn geweest over de geneeskrachtige eigenschappen van de plant en daardoor een stuk van de wortelstok hebben afgebeten. De wortelstok van de blauwe knoop heeft een ietwat ongewone vorm. In enkele anderstalige namen van de plant is deze sage terug te vinden.

### Vlinders
De bloem wordt veel door de volgende vlinders bezocht: moerasparelmoervlinder (Euphydryas aurinia), Euphydryas aurinia beckeri, Euphydryas aurinia laeta, Hemaris tityus, Nemophora cupriacella, Nemophora minimella, Stenoptilia aridus, Stenoptilia bipunctidactyla, geelsprietdikkopje (Thymelicus sylvestris), zilveren maan (Boloria selene), klein koolwitje (Pieris rapae), klein geaderd witje (Pieris napi) en is waardplant voor de microvlinders.